# Margherita d'Austria (elettrice di Sassonia)
Margherita d'Austria (Innsbruck, 1416 – Altenburg, 12 febbraio 1486) è stata un'arciduchessa austriaca e un'elettrice di Sassonia.

## Biografia
Era la figlia del duca Ernesto I d'Asburgo, e della sua seconda moglie, Cimburga di Masovia e sorella dell'imperatore Federico III d'Asburgo. Alla morte del padre, lei e i suoi fratelli sono cresciuti sotto la tutela dello zio, il duca Federico d'Austria.

## Matrimonio
A Wiener Neustadt, la giovane Margherita fu promessa in sposa al principe elettore Federico II, erede sia dell'elettorato di Sassonia-Wittenberg sia del margraviato di Meißen.
Il matrimonio ebbe luogo il 3 giugno 1431 a Lipsia. Questa unione con gli Asburgo rafforzò la posizione del marito, in particolare quando il fratello di Margherita, il duca Federico, fu eletto Re dei Romani nel 1440 (come Federico III). La coppia elettorale accompagnò il nuovo re alla sua incoronazione nella cattedrale di Aquisgrana due anni dopo. Margherita decise di far sposare il figlio primogenito Federico con Elisabetta d'Austria, figlia di suo cugino Alberto II di Germania, ma morì nel 1451.
Ebbero otto figli:
- Amalia (4 aprile 1436-19 ottobre 1501), sposò il duca Ludovico IX di Baviera;
- Anna (7 marzo 1437–31 ottobre 1512), sposò Alberto III di Brandeburgo;
- Federico (28 agosto 1439–23 dicembre 1451);
- Ernesto (24 marzo 1441-26 agosto 1486), sposò Elisabetta di Baviera;
- Alberto (31 luglio 1443-12 settembre 1500), sposò Sidonia di Boemia;
- Margherita (1444–19 novembre 1498), badessa di Seußlitz;
- Edvige (31 ottobre 1445–13 giugno 1511), badessa in Quedlinburg;
- Alessandro (24 giugno 1447–14 settembre 1447).

### Elettrice di Sassonia
Margherita continuò a risiedere presso la corte di Meißen, dove ebbe un impatto significativo sul governo del marito: nel 1432 fece espellere tutti gli ebrei. Nella guerra fratricida sassone nella divisione 1445 di Altenburg, fece riconciliare il marito con il fratello Guglielmo III di Sassonia. Ottenne inoltre il diritto di battere moneta a Colditz, che causò ulteriori guai con suo cognato Guglielmo. Tuttavia, il privilegio di coniazione fu finalmente confermato dall'imperatore Federico III in un atto del 1463.
Fu ritenuta una donna di forte spirito religioso. Dopo la fine della guerra fratricida di Sassonia ella creò la fondazione religiosa dedicata ai Quattordici Santi Ausiliatori e nel 1453 la collocò in un villaggio nei pressi di Jena.
Nel luglio del 1455 i suoi due figli, Ernesto ed Alberto, furono rapiti dai cavalieri di Kunz von Kauffungen dal castello di Altenburg, ma vennero in seguito liberati.

## Morte
Dopo la morte di suo marito, avvenuta il 7 settembre 1464, Margherita ottenne un vasto dotario, comprendente Altenburg, così come le città di Lipsia, Liebenwerda, Colditz, Eilenburg e Liebenwerda. Visse ad Altenburg, dove nel 1468 Margherita istituì nel Vecchio castello un granaio, che andò perduto in un incendio nel 1868.
Con la collaborazione dei magistrati di Altenbug, che si occupavano dell'andamento della sua corte, Margherita diede generosi contributi economici alle industrie del luogo.
Morì ad Altenburg nel 1486, e venne sepolta nella chiesa del castello. Le sopravvissero sei dei suoi figli.

## Ascendenza
|                        |                         |                              | Genitori                |  |  | Nonni |  |  | Bisnonni                |  |  | Trisnonni           |  |
|                        |                         |                              |                         |  |  |       |  |  | Alberto II lo Sciancato |  |  | Alberto I d'Asburgo |  |
|                        |                         |                              |                         |  |  |       |  |  | Alberto II lo Sciancato |  |  | Alberto I d'Asburgo |  |
|                        |                         | Elisabetta di Tirolo-Gorizia |                         |  |  |       |  |  | Alberto II lo Sciancato |  |  |                     |  |
| Leopoldo III d'Asburgo |                         |                              |                         |  |  |       |  |  | Alberto II lo Sciancato |  |  |                     |  |
|                        |                         | Giovanna di Pfirt            | Ulrico III di Pfirt     |  |  |       |  |  |                         |  |  |                     |  |
|                        |                         | Giovanna di Pfirt            | Ulrico III di Pfirt     |  |  |       |  |  |                         |  |  |                     |  |
|                        |                         | Giovanna di Pfirt            | Giovanna di Montbéliard |  |  |       |  |  |                         |  |  |                     |  |
| Ernesto I d'Asburgo    |                         | Giovanna di Pfirt            |                         |  |  |       |  |  |                         |  |  |                     |  |
|                        |                         | Bernabò Visconti             | Stefano Visconti        |  |  |       |  |  |                         |  |  |                     |  |
|                        |                         | Bernabò Visconti             | Stefano Visconti        |  |  |       |  |  |                         |  |  |                     |  |
|                        |                         | Bernabò Visconti             | Valentina Doria         |  |  |       |  |  |                         |  |  |                     |  |
| Verde Visconti         |                         | Bernabò Visconti             |                         |  |  |       |  |  |                         |  |  |                     |  |
|                        |                         | Regina della Scala           | Mastino II della Scala  |  |  |       |  |  |                         |  |  |                     |  |
|                        |                         | Regina della Scala           | Mastino II della Scala  |  |  |       |  |  |                         |  |  |                     |  |
|                        |                         | Regina della Scala           | Taddea da Carrara       |  |  |       |  |  |                         |  |  |                     |  |
| Margherita d'Austria   |                         | Regina della Scala           |                         |  |  |       |  |  |                         |  |  |                     |  |
|                        | Siemowit III di Masovia | Trojden I di Masovia         |                         |  |  |       |  |  |                         |  |  |                     |  |
|                        | Siemowit III di Masovia | Trojden I di Masovia         |                         |  |  |       |  |  |                         |  |  |                     |  |
|                        | Siemowit III di Masovia | Maria di Galizia             |                         |  |  |       |  |  |                         |  |  |                     |  |
| Siemowit IV di Masovia | Siemowit III di Masovia |                              |                         |  |  |       |  |  |                         |  |  |                     |  |
|                        |                         | Eufemia di Opavia            | Mikuláš II di Opava     |  |  |       |  |  |                         |  |  |                     |  |
|                        |                         | Eufemia di Opavia            | Mikuláš II di Opava     |  |  |       |  |  |                         |  |  |                     |  |
|                        |                         | Eufemia di Opavia            | Anna Raciborska         |  |  |       |  |  |                         |  |  |                     |  |
| Cimburga di Masovia    |                         | Eufemia di Opavia            |                         |  |  |       |  |  |                         |  |  |                     |  |
|                        |                         | Algirdas                     | Gediminas               |  |  |       |  |  |                         |  |  |                     |  |
|                        |                         | Algirdas                     | Gediminas               |  |  |       |  |  |                         |  |  |                     |  |
|                        |                         | Algirdas                     | Jewna                   |  |  |       |  |  |                         |  |  |                     |  |
| Alessandra di Lituania |                         | Algirdas                     |                         |  |  |       |  |  |                         |  |  |                     |  |
|                        |                         | Uliana di Tver'              | Alessandro I di Tver'   |  |  |       |  |  |                         |  |  |                     |  |
|                        |                         | Uliana di Tver'              | Alessandro I di Tver'   |  |  |       |  |  |                         |  |  |                     |  |
|                        |                         | Uliana di Tver'              | Anastasia di Galizia    |  |  |       |  |  |                         |  |  |                     |  |
|                        |                         | Uliana di Tver'              |                         |  |  |       |  |  |                         |  |  |                     |  |